# Jack McDonald (Eishockeyspieler)
John Patrick „Jack“ McDonald (* 28. Februar 1887 in Québec; † 24. Januar 1958) war ein kanadischer Eishockeyspieler, der in seiner aktiven Zeit von 1905 bis 1922 unter anderem für die Montreal Wanderers, Montréal Canadiens, Quebec Bulldogs und Toronto St. Patricks in der National Hockey League gespielt hat.

## Karriere
Jack McDonald begann seine Karriere als Eishockeyspieler bei den Quebec Bulldogs, für die er von 1905 bis 1912 – ab 1910 in der National Hockey Association – aktiv war und mit denen er in der Saison 1911/12 zum ersten und einzigen Mal den prestigeträchtigen Stanley Cup gewann. Nach einem Jahr bei den Vancouver Millionaires aus der Pacific Coast Hockey Association kehrte der Verteidiger in die NHA zurück, in der er zunächst ein Jahr lang für die Toronto Ontarios, sowie anschließend bis 1917 für seinen Ex-Club Quebec Bulldogs auflief. In der neugegründeten National Hockey League stand McDonald in der Saison 1917/18 zunächst in vier Spielen für die Montreal Wanderers auf dem Eis, ehe er zu deren Stadtrivalen Montréal Canadiens wechselte, bei denen er 1922 seine Karriere beendete. Zwischenzeitlich spielte er auch für deren Ligarivalen, seinen Ex-Club aus Quebec und die Toronto St. Patricks.

## Erfolge und Auszeichnungen
- 1912 Stanley-Cup-Gewinn mit den Quebec Bulldogs